# Дај Ајљен
Дај Ајљен (кин: 戴爱莲, пинјин: Dai Аilian; 10. мај 1916 — 9. фебруар 2006) била је кинеска плесачица, кореограф, професор, историчар плеса, почасни председник Кинеског удружења плесача, почасни члан Кинеске федерације књижевних и уметничких кругова. Пореклом је из места Дужуана, округ Синхуа, провинција Гуангдунг, рођена на једном од Антилских острва, Тринидаду. 

## Образовање
Године 1930, када је имала 14 година, Дај Ајљен одлази у Лондон, где је студирала класичан балет и модеран плес у плесном студиу Антона Долина и плесној школи Мери Рамберт. Након тога, наставља школовање код Маргарет Крески. Убрзо улази у плесни студио Мери Вигман где наставља учење модерног плеса и почиње да учи и ради у модерним плесним трупама са Ернестом и Лоте Берк. Осим тога, 1939. године креће у плесну школу Курта Јоса  у  Енглеској и проучава плесну технику Рудолфа Лабана.  
Док је боравила у Лондону направила је бројне кореографије. 

## Каријера
Након 1940. Године се враћа у Хонг Конг, а затим у континентралну Кину, где је предавала у плесним и музичким школама, академијама и на универзитету. Од 1946. године промовисала је и популаризовала теорију плеса Рудолфа Лабана (Labanotation) у Кини. После оснивања Народне Републике Кине, била је један од оснивача Централне академије драмских уметности и руководилац Пекиншке школе плеса  и Националног балета.  
Била је активан члан политичких тела у НР Кини.

## Приватан живот
Аутор је бројних плесних представа и била је удата два пута за сликара Је Ћиенјуа и плесача Динг Нинга, а након тога је била у вези са британским скулптором Вилијем Соукопом све до његове смрти 1995. године.